# Saw sam sai

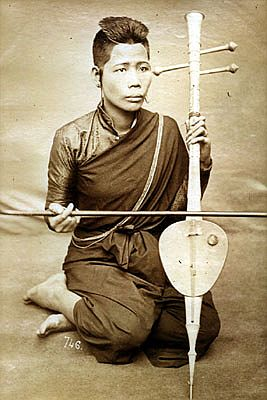
Émile Gsell, Cambodgienne jouant du tro khmer

Le saw sam sai est un violon khmer à trois cordes qui est étroitement liés au tro khmer à qui il ressemble beaucoup.
Chacun d'eux a ses propres traditions, mais chacun d'eux est conçu de la même manière, la forme de leur caisse de résonance ressemble à la silhouette d'une tête d'éléphant, et la jambe inférieure de des instruments ressemble au tronc de l'éléphant.

## Classification
La scie sam sai (Thai : ซอ สาม สาย, prononcé  [sɔ sǎːm sǎːj], RTGS :  si sam sai, également orthographié vu samsai, et parfois appelé simplement sam sai, littéralement « trois violon à cordes »), est un instrument traditionnel à cordes de Thaïlande. La caisse de résonance est fabriquée à partir d'une noix de coco à trois lobes, coupée en deux verticalement et dont la forme rappelle celle de la silhouette à tête d'éléphant vue de face, (pas de profil).
Le caisson est recouvert, à l'une de ses extrémités, avec une de peau de bête qui comporte trois cordes en soie. En règle générale, le musicien orne la peau avec un bijou avant de jouer dans le but de réduire la résonance. Scie sam sai est apparenté à la famille des vièles thaïlandaises, qui comprend aussi la scie u et la vu Duang.
C'est l'instrument des plus difficiles à jouer des quatre instruments typiques (Saw Thai, saw u, saw duang et salo). L'archet n'étant pas attaché, le musicien doit casser son poignet d'avant en arrière, pour changer de corde sans que l'archet puisse être incliné. C'est la raison pour laquelle cet instrument est fréquemment représenté dans les illustrations culturelles et aristocratiques de Thaïlande. Il est apparenté à un instrument cambodgien très similaire appelé tro khmer.

## Historique
Saw Sam Sai est l’un des instruments traditionnels thaïlandais qui a été inventé à l’époque de « Sukhothai ». Les Thaïlandais de Sukhothai l'appelaient « Saw - Poong - Tor ». Sous le règne de Phra Phutthaloetla Naphalai Rama II, les agriculteurs qui cultivaient la noix de coco spéciale à trois lobes qui ressemblait à une tête d'éléphant bénéficiaient d'un allègement fiscal, afin de persévérer dans la culture de cette noix de coco, particulière. Une transaction, effectuée en 1814 par Rama II, a été enregistrée et archivée. Le message a été écrit de Jao Phraya Akkaramahasenabadee à la période Phraya Nakhornsrithammarat. Le contenu des archives est le suivant : « Nous avons besoin de beaucoup de peaux de chèvre pour fabriquer beaucoup de Saw et Klong Khaek. Ramassez les peaux de chèvre de Bangkok et de Nakhornsithammarat, puis indiquez le prix, envoyez-nous et nous donnerons de l'argent ».

## Construction
Le corps ou la caisse de résonance de la scie sam sai est issu d'une coquille de coco recouverte de peau de vache ou de chèvre. La peau de chèvre est préférée pour avoir un son meilleur. Les trois cordes entrent par plusieurs orifices (ou lumières) situés juste derrière le sillet pour aboutir à un pont sur la table d’harmonie située en dessous de la tête de la caisse de résonance. La longueur totale de l'instrument est d'environ 1,15 mètre. Le corps ou le manche de l'instrument, un bâton (Tuan), traverse la coquille de noix de coco Ka Loke; il peut être fabriqué en bois ou en ivoire. Le milieu de la tuan est recouvert de métal, le bas a une aiguille pour maintenir l’instrument au sol. C'est dans la tête de l'instrument, que se logent trois chevilles frontales. Elles sont utilisées pour tendre les cordes et régler l'instrument. C'est avec l'archet (dans la forme primaire, d'un simple arc fait de soie), appelé Nhuad Phram que sont frottés les cordes.